# Апоптосома
Апоптосома — крупная четвертичная белковая структура, формирующаяся внутри клетки в процессе апоптоза. Сборка апоптосомы запускается высвобождением цитохрома c из митохондрий в ответ на внутренние либо внешние про-апоптозные стимулы. Апоптосома активирует инициаторные каспазы, запускающие каскад апоптозных реакций.